# 1653
1653 (MDCLIII) byl rok, který dle gregoriánského kalendáře započal středou.

## Události
- 28. únor – 2. březen – Angličané svedli s Nizozemci námořní bitvu u Portlandu
- 12.–13. červen – další námořní střet anglické floty s nizozemskou u Gabbardu

### Probíhající události
- 1635–1659 – Francouzsko-španělská válka
- 1648–1653 – Fronda
- 1652–1654 – První anglo-nizozemská válka
- 1652–1689 – Rusko-čchingská válka

## Narození

#### Česko
- 04. září – Jindřich Václav Richter, český misionář v Jižní Americe († 3. listopadu 1696)
- 12. prosince – Jeremiáš Süssner, saský sochař pracující v Praze († 5. června 1690)
- neznámé datum
  - Marek Nonnenmacher, pražský dvorní truhlář a řezbář († 2. května 1720)
  - Jindřich Václav Richter, český jezuita a misionář z České provincie († 3. listopadu 1696)

#### Svět
- 12. února – Giovanni Francesco Grossi, italský zpěvák-kastrát († zavražděn 29. května 1697)
- 17. února – Arcangelo Corelli, italský barokní hudební skladatel a houslista († 8. ledna 1713)
- 10. března – John Benbow, anglický admirál († 4. listopadu 1702)
- 02. dubna – Jiří Dánský, manžel Anny Stuartovny, princ-manžel Království Velké Británie († 28. října 1708)
- 25. dubna – Benedetto Pamphili, římskokatolický duchovní a kardinál († 22. března 1730)
- 08. května – Claude de Villars, francouzský vojevůdce († 17. červen 1734)
- 21. května – Eleonora Marie Josefa Habsburská, dcera císaře Ferdinanda III., polská královna († 17. prosince 1697)
- 22. května – Maria Hueber, italská římskokatolická řeholnice († 31. července 1705)
- 30. května – Klaudie Felicitas Tyrolská, manželka Leopolda I., královna česká, uherská, chorvatská a slavonská († 8. dubna 1676)
- 01. června – Georg Muffat, hudební skladatel skotského původu († 23. února 1704)
- 06. června – André Hercule de Fleury, kardinál a první ministr Francie za vlády Ludvíka XV († 10. ledna 1743)
- 12. června – Marie Amálie Kuronská, německá šlechtična († 16. června 1711)
- 01. září – pokřtěn Johann Pachelbel, německý varhaník a hudební skladatel († 9. března 1706)
- 14. října – Marie Poussepinová, francouzská dominikánská terciářka († 24. ledna 1744)
- neznámé datum
  - Jeremiáš Süssner, saský sochař († 1690)
  - Thomas D'Urfey, anglický spisovatel, dramatik, skladatel a humorista († 26. února 1723)
  - Edward Russel, 1. hrabě z Orfordu, anglický a britský admirál († 26. listopadu 1727)
  - Giovanni Battista Maderna, italský architekt
  - Marc’Antonio Ziani, italský hudební skladatel († 22. ledna 1715)
  - Gaspar van Wittel, nizozemský malíř († 13. září 1736)
  - Čikamacu Monzaemon, japonský dramatik († 22. listopadu 1724)
  - Marc’Antonio Ziani, italský hudební skladatel († 22. ledna 1715)
  - Eneáš Sylvius Piccolomini, vévoda z Amalfi, říšský kníže, císařský plukovník († 1673)
  - Carlo Francesco Pollarolo, italský varhaník a hudební skladatel († 7. února 1723)

## Úmrtí

#### Česko
- 28. prosince – Benigna Kateřina z Lobkowicz, šlechtična (* 29. březen 1594)

#### Svět
- 14. ledna – Jiří Rudolf Lehnický, kníže lehnický, volovský a goldberský, vrchní slezský hejtman (* 22. ledna 1595)
- 20. února – Luigi Rossi, italský hudební skladatel (* okolo roku 1598)
- 04. března – Rudolf z Tiefenbachu, rakouský šlechtic (* 1582)
- 20. března – Wolfgang Vilém Neuburský, německý šlechtic (* 4. listopadu 1578)
- 21. března – Tarhoncu Ahmed Paša, osmanský státník a velkovezír (* ?)
- 30. března – Mikołaj Łęczycki, polský jezuita, katolický teolog a kněz (* 10. prosince 1574)
- 07. dubna – Elsa Beata Brahe, švédská hraběnka a vévodkyně (* 1629)
- 19. května – Alžběta Lukrécie, těšínská kněžna (* 1. června 1599)
- 03. srpna – Stanisław Zaremba, kyjevský biskup (* asi 1601)
- 10. srpna – Maarten Tromp, nizozemský admirál (* 23. dubna 1598)
- 06. září – Roger Lotrinský, francouzský šlechtic (* 21. března 1624)
- 13. listopadu – Ludvík Emanuel Angoulême, francouzský šlechtic (* 28. dubna 1596)
- 22. listopadu – Francesco Maria Macchiavelli, italský katolický kardinál (* 1608)
- neznámé datum
  - Artemisia Gentileschiová, italská barokní malířka (* 8. července 1593)
  - Giovanni Giacomo Tencalla, italsko-švýcarský architekt (* 1593)
  - Matthäus Gundelach, dvorní malíř císaře Rudolfa II. (* 1566)
  - Martin Maxmilián z Goltze, císařský plukovník, generální polní zbrojmistr (* asi 1593)
  - Jicchak Jakubowicz, židovský finančník, podnikatel, stavitel (* ?)

## Hlavy států
- České království – Ferdinand III.
- Svatá říše římská – Ferdinand III.
- Papež – Inocenc X.
- Anglické království – Oliver Cromwell
- Francouzské království – Ludvík XIV.
- Polské království – Jan II. Kazimír
- Uherské království – Ferdinand III.
- Skotské království – Oliver Cromwell
- Chorvatské království – Ferdinand III.
- Rakouské vévodství – Ferdinand III.
- Osmanská říše – Mehmed IV.
- Perská říše – Abbás II.